# Roulette (Druckerei)

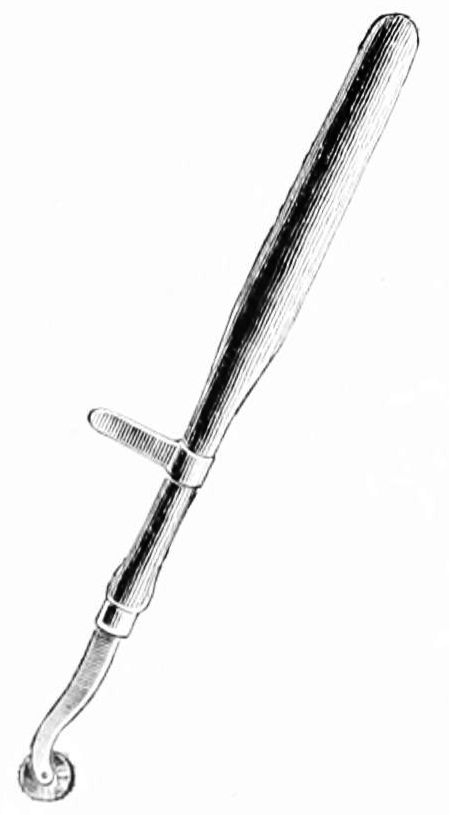
Roulette

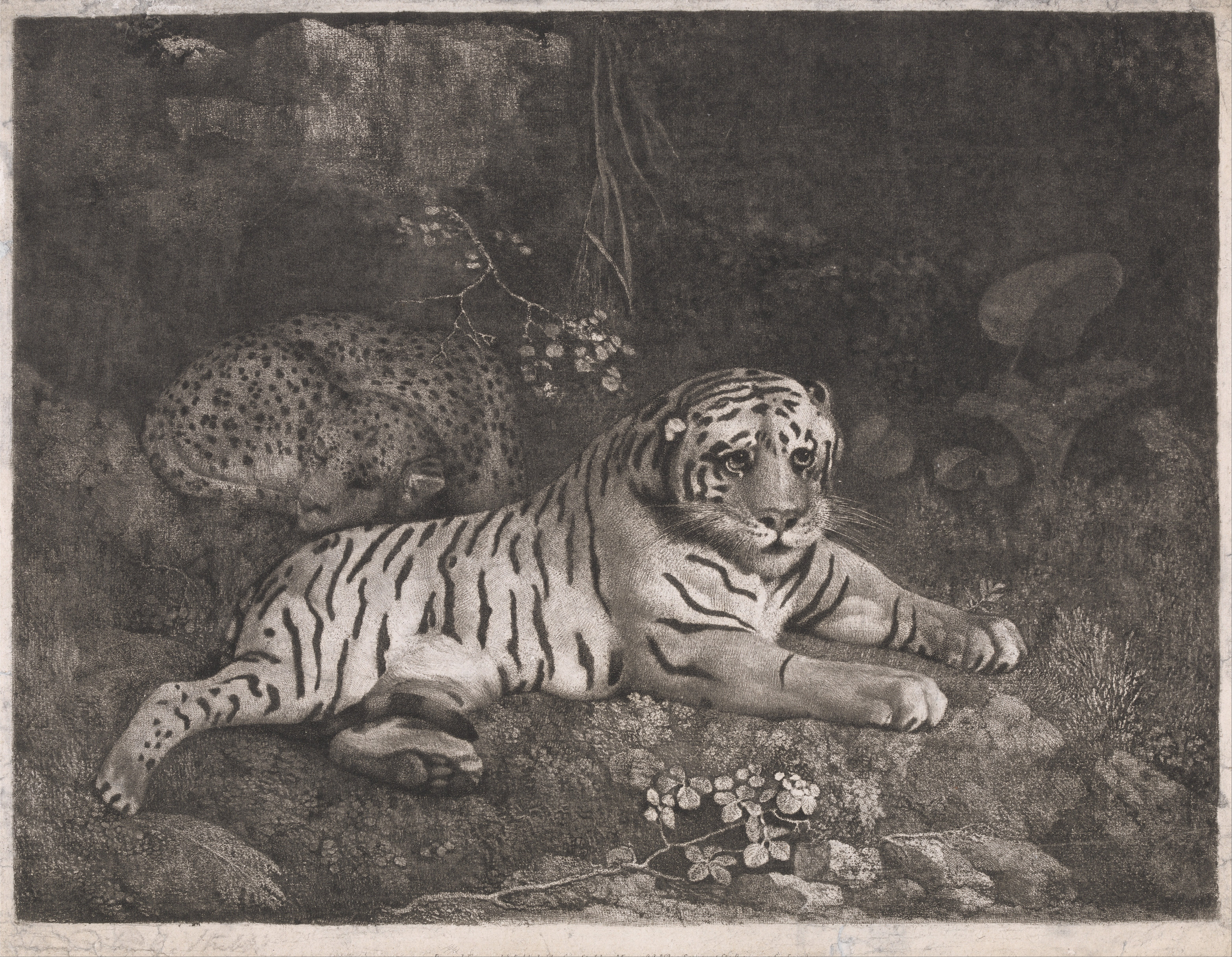
George Stubbs - A Tiger and a Sleeping Leopard - Weichgrundätzung mit Roulette

Die Roulette [ʀuˈlɛt] ist ein Werkzeug aus der Buchherstellung bzw. aus der Grafik und Radierung. Sie wird bei der Herstellung eines Druckzylinders oder einer Druckplatte, zur Retusche oder zur Erzeugung von Raster- und Halbtönen beim Tiefdruck verwendet.
Die Roulette ist ein stiftartiges Werkzeug, an dessen Ende sich eine kleine zylindrische Walze befindet, mit deren kegelförmigen Spitzen kleine Vertiefungen in die Druckplatte oder den Druckzylinder gedrückt werden. Wird die Platte mit Ätzgrund behandelt, wird auf der Druckplatte an diesen Stellen das Metall freigelegt und kann beim Ätzvorgang in die Tiefe geätzt werden.
Beim Einfärben der Druckplatte bleibt in den Vertiefungen Farbe hängen und diese überträgt sich auf das Papier. Je nachdem, wie eng die Rasterpunkte beieinanderliegen, entstehen Grauwerte bis zum tiefen Schwarz.